# Madeleine Sologne

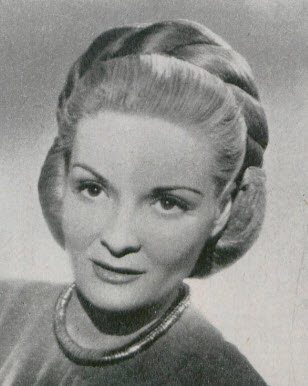
Madeleine Sologne (1948)

Madeleine Sologne (* 27. Oktober 1912 in La Ferté-Imbault; † 31. März 1995 in Vierzon; gebürtig Madeleine Simone Vouillon) war eine französische Schauspielerin.

## Leben
Die gelernte Modistin begann ihre schauspielerische Laufbahn am Theater. In dem von der Front populaire finanzierten, unter anderem von Jean Renoir inszenierten Auftragswerk Das Leben gehört uns debütierte sie 1936 in der Rolle einer Arbeiterin beim Film.
1938 war sie in Le père Lebonnard (Jean Aicard) erstmals Hauptdarstellerin. Die folgenden Jahre gehörte sie als Darstellerin kultivierter und leidensfähiger Frauen zu den Stars des französischen Kinos. Als ihre bedeutendste Rolle gilt die der Nathalie in Jean Delannoys Der ewige Bann (1943), welcher das Tristan-und-Isolde-Motiv zur Grundlage hat.
Sologne war mit dem Filmarchitekten Jean Douarinou verheiratet.

## Filmografie (Auswahl)
- 1936: Das Leben gehört uns (La vie est à nous)
- 1937: Gebrandmarkt (Forfaiture)
- 1938: Die Straße der Liebe (Remontons les Champs-Élysées)
- 1939: Le père Lebonnard
- 1942: Im Fieber der Liebe (Fièvres)
- 1943: Der Wolf von Malveneur (Le loup des Malveneur)
- 1943: Der ewige Bann (L'éternel retour)
- 1946: Der blinde Engel (La foire aux chimères)
- 1959: Die Verfemte (Le naufrageurs)
- 1970: Schüsse aus der Manteltasche (Le temps des loups)